# Parisfreden (1815)
För andra parisfreder, se Parisfreden.
Parisfreden år 1815, även kallad Andra Parisfreden utgjorde slutet på det Sjunde koalitionskriget, eller de Hundra dagarna, då Napoleon I återvänt till Paris från Elba, och intill den 28 juni 1815, då kung Ludvig XVIII återinsattes på makten. Avtalet undertecknades den 20 november 1815. Denna fred bringade ett definitivt slut på Napoleonkrigen.
I detta krig stod Frankrike på ena sidan, medan en koalition mellan Storbritannien, Ryssland, Österrike, Preussen och Sverige stod på den andra. Sveriges roll i detta krig tycks dock bara ha varit nominell.
Freden följde på det för Frankrike så förödande Slaget vid Waterloo i Belgien den 18 juni 1815. Fyra dagar senare tvingades Napoleon till en andra abdikation samt ny landsförvisning, denna gång till ön Sankta Helena i Atlanten, där han dog den 5 maj 1821.
Villkoren var betydligt hårdare för Frankrike än i Parisfreden av år 1814. Frankrike förlorade alla de territorier man vunnit under krigen 1790–1792, och landet reducerades därmed till gränserna det hade haft före 1790. Frankrike dömdes att dessutom betala 700 miljoner franc i krigsskadestånd, uppdelat på fem årliga avbetalningar. Koalitionen ville dessutom tillförsäkra sig ytterligare garantier för lugnets återställande i Europa. Frankrike ådömdes att bekosta upprätthållandet av en koalitionsarmé om 150 000 man under fem år, som skydd för tänkbara framtida aggressioner från Frankrikes sida. Detta innebar en ockupation på högst 5 år av landets norra och östra gränslandskap.